# Vado, prendo l'America...e torno!
Vado, prendo l'America... e torno! è il quinto album in studio del cantautore italiano Stefano Rosso, pubblicato nel 1981.

## Descrizione
(da Amerika)
Dopo l'abbandono della Ciao Records, Stefano Rosso passa alla Lupus, ed inizia a lavorare  alle registrazioni di un nuovo disco, in cui si occupa della produzione ed anche degli arrangiamenti, in collaborazione con Mark Harris.
Il disco è un concept album, il cui tema è, come si può dedurre dal titolo, l'America, descritta sotto vari aspetti: da quello dell'emigrazione (Vado, pubblicata anche su 45 giri) al mito americano per gli italiani degli anni '50 (Malati di far west), dalle musiche come il jazz e il blues (Quella notte che Bessie cantò) sino agli aspetti politici, con le interferenze nella politica degli stati alleati (Amerika, il brano più politico del disco).
Si discosta, almeno apparentemente, dal tema C'era una volta... forse due, che però, dietro la favola per bambini raccontata nel testo, con la storia di un topolino afflitto da manie di grandezza, è in realtà una metafora applicabile a molti aspetti dell'America; questo è inoltre l'unico brano arrangiato non da Rosso ed Harris ma dal maestro Gianni Mazza.
Anche in questo disco sono inseriti tre strumentali, come Lilli's rag, 12 years old e Tema di Charles, eseguita come coda alla fine della canzone Charles.
Tutte le canzoni sono scritte dallo stesso Rosso, e sono edite dalle Edizioni Musicali Itaca e dalle Edizioni Musicali Anaconda.
Le registrazioni sono state effettuate negli studi Titania di Roma, ed il tecnico del suono è Thierry Tizorin; non sono riportati i nomi dei musicisti, né quello del grafico che ha curato la copertina, che raffigura una foto di Stefano Rosso e che ha il titolo dell'album suddiviso sui due lati (Vado, prendo l'America... sul retro e e torno! sul davanti).
Il disco non è mai stato ristampato in CD.

## Tracce
Lato A
Testi e musiche di Stefano Rosso.
1. Volo (intro) – 1:04
2. Vado – 4:43
3. Quella notte che Bessie cantò – 3:26
4. Lilly del west – 3:17
5. 12 years old – 1:24
6. Charles - Tema di Charles – 3:25

Durata totale: 17:19
Lato B
Testi e musiche di Stefano Rosso.
1. Amerika – 4:08
2. C'era una volta...forse due – 3:20
3. Lilli's rag – 2:29
4. Malati di far west – 3:04
5. Lucky Dallas – 2:56
6. Volo (autro)

Durata totale: 15:57